# Kreuzworträtsellexikon
Das Kreuzworträtsellexikon (auch: Kreuzworträtselwörterbuch) ist ein Spezialwörterbuch als Hilfe zur Lösung von Kreuzworträtseln. Entsprechend der Natur von Kreuzworträtseln ordnen manche Lexika das Wortmaterial nach Anzahl und Position der Buchstaben, manchmal auch rückläufig oder um mittlere Buchstaben herum. So listet das französische Kreuzworträtsellexikon von Catach 1998 zum Beispiel für „Wort mit 14 Buchstaben und einem G auf Position 11“ sechs Wörter, darunter extraconjugale und thermoplongeur. Einige Wörterbücher tragen typische Kreuzworträtseldefinitionen ein und liefern dazu das definierte Wort.

## Wörterbücher

### Deutsch (Auswahl)
- Bertelsmann Das neue große Kreuzworträtsellexikon. Wissenmedia, Gütersloh 2010, ISBN 978-3-577-07686-9.
- Duden. Das große Kreuzworträtsel-Lexikon. 10., überarbeitete und erweiterte Auflage. Dudenverlag, Berlin 2022, ISBN 978-3-411-05440-4.
- Knaurs neues Kreuzwort-Rätsel-Wörterbuch. Weltbild, Augsburg 1999, ISBN 3-8289-4147-8.
- Das neue große Kreuzworträtsel-Lexikon. Über 400000 Begriffe in alter und neuer Rechtschreibung. Falken, Niedernhausen/Taunus 2001, ISBN 3-8068-7626-6.
- Das Profi-Kreuzworträtsel-Lexikon mit Schnell-Such-System. 5., aktualisierte und überarbeitete Auflage. Dudenverlag, Berlin 2016, ISBN 978-3-411-70535-1.

### Westfriesisch
- Frysk Puzelwurdboek (deutsch: Friesisches Rätselwörterbuch) ist ein Westfriesisches Kreuzworträtsellexikon.

### Englisch (Auswahl)
- The American Heritage crossword puzzle dictionary. Houghton Mifflin, Boston, Massachusetts 2003. (885 Seiten)
- Chambers crossword dictionary. Chambers, Edinburgh 2009.
- J. A. Coleman: Crossword dictionary. Collins, London 1989. (790 Seiten)
- The Hamlyn crossword dictionary. Hamlyn, London 1992.
- The Oxford crossword dictionary. 2. Auflage.  Oxford University Press, Oxford 2001. (1013 Seiten)
- Tom Pulliam und Clare Grundman: The New York Times crossword puzzle dictionary. 2. Auflage. Warner Books, New York 1986. (618 Seiten)
- Adrian Room: Dictionary of cryptic crossword clues. Routledge & Kegan Paul, London 1983. (291 Seiten)
- Webster's official crossword puzzle dictionary. Merriam-Webster, Springfield, Massachusetts 1981. (757 Seiten)

### Französisch (Auswahl)
- Lise Beaudry: Le grand dictionnaire des mots croisés. Noms propres et noms communs. Québec-Livres, Montreal 2022. (762 Seiten)
- Laurent Catach: Dictionnaire des mots croisés. Le Robert, Paris 1998. (1 524 Seiten)
- Maurice Denis-Papin (1900–1987): Dictionnaire analogique et de synonymes spécialement conçu pour la résolution des problèmes de mots croisés et jeux divers. 13. Auflage. Albin Michel, Paris (1963), 1982. (397 Seiten)
- Dictionnaire des mots croisés, mots fléchés & jeux de lettres. Le Robert, Paris 2016. (1238 Seiten)
- Dictionnaire des mots fléchés et croisés. Larousse, Paris 2014. (1088 Seiten)
- Dictionnaire Larousse des mots croisés. 1. Classement direct. 2. Classement inverse. Larousse, Paris 1972.
- Roland Godin: Dictionnaire encyclopédique des mots croisés 1 (Mots de 2, 3 et 4 lettres). Guérin, Montreal 1978. (242 Seiten).